# Cladorostrata brevipoda
Cladorostrata brevipoda är en kräftdjursart som beskrevs av Shen och Tai 1963. Cladorostrata brevipoda ingår i släktet Cladorostrata och familjen Diosaccidae. Inga underarter finns listade i Catalogue of Life.